# Episodi di Mico e i FuFunghi
Gli episodi di Mico e i FuFunghi sono stati trasmessi in Francia su Piwi+ a partire dal 17 ottobre 2020 e in Italia su Boomerang e Cartoonito a partire dal 5 aprile 2021.

## Prima stagione
| n° FRA | n° ITA | Titolo originale            | Titolo italiano             | Prima TV originale | Prima TV Italia |
| ------ | ------ | --------------------------- | --------------------------- | ------------------ | --------------- |
| 1      | 1      | Sauver le chêne-parc        | L'Albero Giocoso            | 17 ottobre 2020    | 5 aprile 2021   |
| 2      | 3      | Scarab attaque              | Un Uovo a Sorpresa          | 17 ottobre 2020    | 6 aprile 2021   |
| 3      | 5      | Nom d'un compost            | Il mestolo di Champignon    | 17 ottobre 2020    | 7 aprile 2021   |
| 4      | 4      | L'envol                     | L'amico coleottero          | 17 ottobre 2020    | 6 aprile 2021   |
| 5      | 10     | Bête de course              | La Corteccia-Slitta         | 17 ottobre 2020    | 9 aprile 2021   |
| 6      | 20     | Team Mush-Mush              | Squadra di salvataggio      | 17 ottobre 2020    | 16 aprile 2021  |
| 7      | 6      | Le jour des crêpes          | Lumache innamorate          | 18 ottobre 2020    | 7 aprile 2021   |
| 8      | 8      | La fête de la farce         | La Giornata degli Scherzi   | 18 ottobre 2020    | 8 aprile 2021   |
| 9      | 7      | Rainette sans abri          | Un Problema Ranocchioso     | 19 ottobre 2020    | 8 aprile 2021   |
| 10     | 2      | Embourbés                   | Un'Avventura Fangosa        | 19 ottobre 2020    | 5 aprile 2021   |
| 11     | 16     | Le bâton de sagesse         | Puff e la Primavera         | 20 ottobre 2020    | 14 aprile 2021  |
| 12     | 13     | Mush-Mush ce héros          | Eroe in trappola            | 20 ottobre 2020    | 13 aprile 2021  |
| 13     | 15     | Le pollen et les abeilles   | Lascia fare alle api        | 21 ottobre 2020    | 14 aprile 2021  |
| 14     | 12     | A la recherche du Champetit | Il fungolino scomparso      | 21 ottobre 2020    | 12 aprile 2021  |
| 15     | 18     | Le grand saut               | Chep e la cavalletta        | 22 ottobre 2020    | 15 aprile 2021  |
| 16     | 11     | Pof a le bourgeon           | Il Bastone della Saggezza   | 22 ottobre 2020    | 12 aprile 2021  |
| 17     | 19     | Mon ami Tadbou              | L'Albero dell'Amicizia      | 23 ottobre 2020    | 16 aprile 2021  |
| 18     | 26     | Qui dévore Sève-Les-Pins    | Il rosicchiatore misterioso | 23 ottobre 2020    | 21 aprile 2021  |
| 19     | 17     | Charmeurs de serpents       | Il serpente scontroso       | 24 ottobre 2020    | 15 aprile 2021  |
| 20     | 14     | Le chant du rossignol       | La Leggenda dell'Usignolo   | 24 ottobre 2020    | 13 aprile 2021  |
| 21     | 22     | Double surprise             | Sorpresa                    | 25 ottobre 2020    | 19 aprile 2021  |
| 22     | 9      | Les indésirables            | Ospiti molesti              | 25 ottobre 2020    | 9 aprile 2021   |
| 23     | 24     | Le trésor de Musho          | Il tesoro di Grande Fungo   | 26 ottobre 2020    | 20 aprile 2021  |
| 24     | 21     | Lilit rayonne               | La luce di Lilit            | 26 ottobre 2020    | 19 aprile 2021  |
| 25     | 25     | Mush-Mush le devin          | Mico il Veggente            | 27 ottobre 2020    | 21 aprile 2021  |
| 26     | 23     | La balade de Rosée          | Il Concerto di Berenice     | 27 ottobre 2020    | 20 aprile 2021  |
| 27     | 32     | Sep a du nez                | Fiori puzzolenti            | 28 ottobre 2020    | 7 luglio 2021   |
| 28     | 33     | Compost à emporter          | Muschio da asporto          | 28 ottobre 2020    | 8 luglio 2021   |
| 29     | 27     | Bolite en scène             | L'imbattibile Bolly         | 29 ottobre 2020    | 5 luglio 2021   |
| 30     | 28     | Humus et coutumes           | Come una magia              | 29 ottobre 2020    | 5 luglio 2021   |
| 31     | 38     | La disparition              | Il FuFungo Invisibile       | 30 ottobre 2020    | 13 luglio 2021  |
| 32     | 34     | Pas touche                  | Le sfide di Mico            | 30 ottobre 2020    | 8 luglio 2021   |
| 33     | 31     | L'art de l'amitié           | Lilit l'artista             | 30 dicembre 2020   | 7 luglio 2021   |
| 34     | 30     | Roulinator                  | Il Rotolatore               | 30 dicembre 2020   | 6 luglio 2021   |
| 35     | 40     | La face cachée de Morille   | La paura del buio           | 31 dicembre 2020   | 14 luglio 2021  |
| 36     | 29     | Bonds et rebonds            | Gli Aiutanti di Mistifungo  | 31 dicembre 2020   | 6 luglio 2021   |
| 37     | 37     | SOS Champlugrands           | Il Baccello Misterioso      | 1 gennaio 2021     | 12 luglio 2021  |
| 38     | 44     | Le pique-nique de Pof       | Il Picnic d'Estate          | 1 gennaio 2021     | 16 luglio 2021  |
| 39     | 36     | Starmush le légendaire      | Una Giornata con Mistifungo | 2 gennaio 2021     | 12 luglio 2021  |
| 40     | 39     | On se méfie des défis       | Il Frutto Rimbalzino        | 2 gennaio 2021     | 13 luglio 2021  |
| 41     | 48     | Les conséquences            | Una Consegna Speciale       | 3 gennaio 2021     | 20 luglio 2021  |
| 42     | 42     | L'écorce coup de foudre     | La Collana Scomparsa        | 3 gennaio 2021     | 15 luglio 2021  |
| 43     | 43     | La musique de la forêt      | La musica della foresta     | 11 gennaio 2021    | 15 luglio 2021  |
| 44     | 47     | Sep l'expert                | La corteccia contesa        | 11 gennaio 2021    | 19 luglio 2021  |
| 45     | 46     | Avis de tempête             | Segnali di tempesta         | 12 gennaio 2021    | 19 luglio 2021  |
| 46     | 45     | Cours, rosée, cours         | Corri, Berenice, Corri      | 12 gennaio 2021    | 16 luglio 2021  |
| 47     | 41     | Les aventuriers             | Gli Avventurieri            | 13 gennaio 2021    | 14 luglio 2021  |
| 48     | 49     | Presque parfait             | La Polpetta Perfetta        | 13 gennaio 2021    | 20 luglio 2021  |
| 49     | 35     | Les amis de la forêt        | Amici della foresta         |                    | 9 luglio 2021   |
| 50     | 50     | Le gardien de la forêt      | Il guardiano della foresta  |                    | 21 luglio 2021  |

## Seconda stagione
| n° | Titolo originale | Titolo italiano                | Prima TV originale | Prima TV Italia |
| -- | ---------------- | ------------------------------ | ------------------ | --------------- |
| 1  |                  | Una sorpresa marinata          | 21 ottobre 2023    | 8 gennaio 2024  |
| 2  |                  | Chep il forzuto                | 21 ottobre 2023    | 8 gennaio 2024  |
| 3  |                  | Il Mostro di Lagomuschio       | 21 ottobre 2023    | 9 gennaio 2024  |
| 4  |                  | Le Risposte di Mistifungo      | 21 ottobre 2023    | 9 gennaio 2024  |
| 5  |                  | La Grande Migrazione           | 21 ottobre 2023    | 10 gennaio 2024 |
| 6  |                  | La Sfida di Lilit              | 21 ottobre 2023    | 10 gennaio 2024 |
| 7  |                  | Voglia di Coccole              | 21 ottobre 2023    | 11 gennaio 2024 |
| 8  |                  | Nella Tela del Ragno           | 21 ottobre 2023    | 11 gennaio 2024 |
| 9  |                  | Spettacoli Luminosi            | 21 ottobre 2023    | 12 gennaio 2024 |
| 10 |                  | Serpenti e Formiche            | 21 ottobre 2023    | 12 gennaio 2024 |
| 11 |                  | Piccoli Problemi               | 21 ottobre 2023    | 15 gennaio 2024 |
| 12 |                  | I Fagottini Nebbiosi           | 21 ottobre 2023    | 15 gennaio 2024 |
| 13 |                  | Gara di Coleotteri             | 21 ottobre 2023    | 16 gennaio 2024 |
| 14 |                  | I Pantaloni di Chep            | 21 ottobre 2023    | 16 gennaio 2024 |
| 15 |                  | Una Notte nella Foresta Oscura | 21 ottobre 2023    | 17 gennaio 2024 |
| 16 |                  | Il Ritratto di Champignon      | 21 ottobre 2023    | 17 gennaio 2024 |
| 17 |                  | Berenice e il foglia-pendio    | 21 ottobre 2023    | 18 gennaio 2024 |
| 18 |                  | Chep cambia casa               | 21 ottobre 2023    | 18 gennaio 2024 |
| 19 |                  | Nascondi-fungo                 | 21 ottobre 2023    | 19 gennaio 2024 |
| 20 |                  | Gara di forza                  | 21 ottobre 2023    | 19 gennaio 2024 |
| 21 |                  | I collezionisti                | 21 ottobre 2023    | 22 gennaio 2024 |
| 22 |                  | La resina appiccicosa          | 21 ottobre 2023    | 22 gennaio 2024 |
| 23 |                  | Un caso misterioso             | 21 ottobre 2023    | 23 gennaio 2024 |
| 24 |                  | Il fungolino timido            | 21 ottobre 2023    | 23 gennaio 2024 |
| 25 |                  | Massaggi per lumache           | 21 ottobre 2023    | 24 gennaio 2024 |
| 26 |                  |                                | 21 ottobre 2023    |                 |